# Réserve écologique de Mistaken Point
La réserve écologique de Mistaken Point (anglais : Mistaken Point Ecological Reserve) est une réserve écologique de Terre-Neuve-et-Labrador au Canada située sur la péninsule d'Avalon.  Ce site de 5,7 km2 protège un site fossilifère de la faune de l'Édiacarien datant entre 575 et 560 millions d'années.  Elle est inscrite au patrimoine mondial en 2016.

## Histoire
Les fossiles de la pointe Mistaken furent découverts par S.B. Misra lors d'un cours de cartographie géologique de l'Université Memorial en 1967. Cette découverte fut publiée dans la revue Nature en 1968 par Anderson et Misra. Il s'agissant de la première découverte de la faune de l'Édiacarien abyssale. 
Pour protéger le site de la collecte sauvage par les musées, universités, et les collectionneurs privés, le gouvernement provincial mit le territoire sous réserve en 1984. En 1987, la réserve écologique, qui avait une superficie originale de 2,95 km2, est créée. En 1998, le professeur Guy Narbonne de l'Université Queen's découvre hors de la réserve de nouveaux fossiles. La réserve fut agrandie en 2003, 2007 et finalement 2009 pour refléter ses nouvelles découvertes.